# Igor Škamperle
Igor Škamperle, född 21 november 1962 i Trieste, Italien, är en slovensk sociolog, kulturteoretiker, författare, bergsbestigare och översättare.

## Biografi
Škamperle föddes i Trieste av slovenska föräldrar. Som ung ägnade sig Škamperle åt bergsbestigning. Han har skrivit ett antal böcker om bergsbestigning. Dessa böcker har haft stort inflytande på den slovenska bergsbestigningskulturen. Han slutförde studier i litteratur och sociologi vid Ljubljanas universitet 1990. Han läste vidare vid Bolognas och Perugias universitet. Han har sedan 1999 innehaft en professur i sociologi vid Ljubljanas universitet. 

## Verk
Škamperles specialområde är renässansens kultur och teorin om symboliska former. Han har skrivit om Pico della Mirandola och Nicolaus Cusanus, vilka bägge levde under renässansen. Škamperle är en av de första slovenska lärda som studerat hermetism. Škamperle var en av de första slovenska intellektuella som tolkade Carl Gustav Jung. Škamperles mest kända verk är Magična renesansa (Den magiska renässansen); det utgavs 1999. Han har även studerat och skildrat Machiavellis politiska idéer. Han har publicerat viktiga studier om Eleasar M. Meletinskii och Georges Dumézil. 
Škamperle har varit med och producerat filmer för slovensk television. De två viktigaste är filmerna Epifanija zemlje in Duha (Uppenbarelsen om jorden och själen) tillägnad minnet av författaren Alojz Rebula och dokumentären om den slovenske filosofen Klement Jug.